# كارلوس بينتو (صحفي)
كارلوس بينتو (بالإسبانية: Carlos Pinto)‏ هو صحفي تشيلي، ولد في 12 مايو 1959.